# Marakeš
Marakeš (arabsko مراكش, latinizirano: murrākuš, v maroški pogovorni arabščini Mrrākeš, izvirno berbersko tamurt'n'Akkuc, »Božja dežela«) je četrto največje mesto v notranjosti Maroka ob vznožju Visokega Atlasa. Je eno od štirih kraljevih mest Maroka in je glavno mesto regije Marakeš–Safi. 
Mesto je okoli leta 1070 ustanovil Abu Bakr ibn Umar kot prestolnico rodbine Almoravidov. Almoravidi so postavili prve večje stavbe v mestu in oblikovali njegovo postavitev za prihodnja stoletja. Rdeče obzidje mesta, ki ga je zgradil Ali ibn Jusuf v letih 1122–1123, in različne stavbe, zgrajene iz rdečega peščenjaka pozneje, so mestu dale vzdevek Rdeče mesto ali Oker mesto. Marakeš je hitro rasel in se uveljavil kot kulturno, versko in trgovsko središče Magreba. Po obdobju zatona je Marakeš v zgodnjem 16. stoletju ponovno pridobil status prestolnice rodbine Saad, s sultanoma Abdalahom al-Ghalibom in Ahmedom al-Mansurjem, ki sta mesto olepšala z vrsto razkošnih spomenikov. V začetku 17. stoletja je mesto postalo priljubljeno med sufijskimi romarji zaradi svojih sedmih svetnikov zavetnikov, ki so tukaj pokopani. Leta 1912 je bil ustanovljen francoski protektorat v Maroku in T'hami El Glaoui je postal paša v Marakešu in je bil na tem položaju do osamosvojitve Maroka in ponovne vzpostavitve monarhije leta 1956.
Marakeš je staro utrjeno mesto, polno prodajalcev in njihovih stojnic. Ta medinska četrt je na Unescovem seznamu svetovne dediščine in vsebuje trg Džema el-Fna, veliko število sukov (tržnic), mošejo Kutubija ter številne druge zgodovinske in kulturne znamenitosti. Mesto služi kot glavno gospodarsko središče in turistična destinacija. Razvoj nepremičnin in hotelov v Marakešu je v 21. stoletju močno narasel. Marakeš je še posebej priljubljen med Francozi in številni francoski zvezdniki imajo lastnino v mestu.
Marakeš povezuje mednarodno letališče Ménara in marakeška železniška postaja, ki povezuje mesto s Casablanco in severnim Marokom. Marakeš ima več univerz in šol, vključno z univerzo Cadi Ajad. Tukaj so številni maroški nogometni klubi, vključno z Najm de Marrakech, KAC Marrakech, Mouloudia de Marrakech in Chez Ali Club de Marrakech. Dirkališče Marrakesh Street Circuit gosti svetovno prvenstvo turnih avtomobilov, dirke Auto GP in FIA prvenstva Formule 2.

## Zgodovina
Mesto je bilo ustanovljeno na začetku vladavine Almoravidov med letoma 1062 in 1070. Natančen datum ustanovitve ni znan.  Mesto je bilo sprva verjetno nekakšen tabor, okoli katerega je nastalo naselje in nato utrjeno mesto.
Mesto je ustanovil neumoren bojevnik Jusuf ibn Tašfin (يوسف بن تاشفين) iz dinastije Almoravidov, ki je v dveh letih osvojil Maroko in se nato usmeril v Španijo, kjer je premagal krščanske kralje in vzpostavil maroško oblast nad Andaluzijo. Njegovi glavni bazi sta bila Fes in Marakeš. Med vladavino njegovega sina, pobožnega Alija ibn Jusufa (علي بن يوسف), je Marakeš postal glavno središče države. V tem času se je mesto širilo. Gradile so se kraljeve palače, kopališča in mošeje, pri čemer so sodelovali pomembni obrtniki in arhitekti iz Kordove. V tem času so bili zgrajeni tudi podzemni kanali (khettara), ki so z vodo oskrbovali mesto in pomembne nasade palm. V letih 1126–1127 je bil zgrajen prvi sedemkilometrski obroč obzidja, ki je nadomestil starega, zgrajenega iz trnja, Obzidje je zgrajeno iz tako imenovanih tabij iz rdeče gline, utrjene z apnom. Obzidje je bilo večkrat obnovljeno in še vedno stoji.
Pravoverna in reformno naravnana dinastija Almohadov, ki je nasledila Almoravide, je mesto osvojila leta 1147 in ga v naslednjih nekaj dneh oplenila. Marakeš je kljub temu ostal pomembno mesto cesarstva, katerega oblast je zaradi osvajanj segala do Tripolija v današnji Libiji.
Najbogatejše obdobje mesta se je začelo leta 1148 z nastopom Jakuba al-Mansurja, tretjega sultana iz dinastije Almohadov. Med  njegovo vladavino so v mestu nastale kisarije, kjer so prodajali in skladiščili italijanske in orientalske tkanine. Začela se je gradnja nove kazbe. V Marakešu se je zbralo veliko število pesnikov in učenjakov, med katerimi je bil Ibn Rušd, imenovan Averroes,  najbolj znan arabski srednjeveški filozof (1126-1198). Verjetno najpomembnejši zgradbi, zgrajeni pod al-Mansurjem, sta bili ogromna mošeja Kutubija in njen minaret.
Okoli leta 1220 je imperij razpadel in na maroškem ozemlju je potekalo več državljanskih vojn. V tem času je Marakeš postal tarča plenjenja, propadanja in ponovne gradnje. Razen kratkega obdobja v letih 1374–1386, ko je mesto delovalo kot središče neodvisnega Merinidskega sultanata, je Marakeš stal v senci Fesa do vzpona Saadov v začetku 16. stoletja.
Leta 1521 so Marakeš zasedli Saadi. Med njihovo vladavino je Marakeš doživel zadnji blišč cesarske slave. Prvi monarhi iz te dinastije so ponovno osvojili atlantsko obalo, ki so jo zasedli Portugalci. Ahmed al-Mansur je premagal Portugalce v treh bitkah na različnih krajih. Al-Mansur je kasneje vodil osvajalsko ekspedicijo v Timbuktu in s tem pridobil nadzor nad najbolj donosnimi karavanskimi potmi v Afriki. Bogastvo, ki je priteklo s teh novih ozemelj, se je stekalo v gradnjo palače El Badi, največje in najbolj razkošne zgradbe v mestu. Mesto je postalo žrtev rivalstva med dinastijami. Mulaj Ismail, drugi sultan iz dinastije Alavidov, ki je dajal prednost Meknesu pred Marakešem, je mesto zravnal z zemljo. Izjema je bila Saadijska grobnica. 
V času vladavine Alavidov je bil razvoj in pomen mesta zanemarljiv. Marakeš je postal občasni sedež sultanov, predvsem zato, ker je branil državo pred južnimi plemeni.
Med 17. in 19. stoletjem je Marakeš izgubil velik del nekdanjega tržišča in zato doživel odliv prebivalstva. Stanje leta 1875 opisuje Encyclopædia Britannica: »Obzidje, visoko 25 ali 30 čevljev in vsakih 360 čevljev prelomljeno s kvadratnimi stolpi, je tako dotrajano, da lahko pešci in ponekod tudi konjeniki prehajajo skozi razpoke v njem. Med zidovi so ogromni odprti prostori, večinoma napolnjeni s kupi smeti in gnijočih odpadkov«.
Zadnja monarha, ki sta vladala v Marakešu pred francoskim protektoratom, sta bila Mulaj Hasan I. (1873–1894) in Mulaj Abd al-Aziz (1894–1908). Ob prihodu Francozov je v mestu deloval kratkotrajni pretendent na prestol, duhovni vodja El Hiba. Mesto je bilo večino kolonialnega obdobja dobesedno pod vazalstvom paše Thamija el-Glauija, najmočnejše osebnosti svojega časa.
Po osamosvojitvi Maroka je mesto spremenilo svoj značaj zaradi vala priseljencev iz Atlasa in okolice, vpliva novih načinov kmetovanja na ravnici Haouz in predvsem zaradi izrazitega razvoja turizma. Leta 1978 je bila v mestu ustanovljena univerza. Leta 1985 je bila medina vpisana na seznam Unescove svetovne dediščine. Leta 1989 je bila v mestu dokončana impresivna Kongresna palača (Palais des Congrès), ki je gostila različne nacionalne in mednarodne dogodke.

## Geografija
Mesto leži v dolini reke Tensift, pri čemer reka Tensift teče vzdolž severnega roba mesta. Dolina reke Ourika je približno 30 kilometrov južno od Marakeša. Mesto se je razširilo proti severu od starega središča s predmestji, kot so Daoudiat, Diour El Massakine, Sidi Abbad, Sakar in Amerchich, proti jugovzhodu s Sidi Youssef Ben Alijem, na zahodu z Massiro in Targo ter jugozahodno do M'hamida onkraj letališče. Na cesti P2017, ki vodi proti jugu iz mesta, so velike vasi, kot so Douar Lahna, Touggana, Lagouassem in Lahebichate, ki na koncu vodijo skozi puščavo do mesta Tahnaout na robu Visokega Atlasa, najvišje gorske pregrade v Severni Afriki. Povprečna nadmorska višina zasneženega Visokega Atlasa je nad 3000 metrov. V glavnem je sestavljen iz jurskega apnenca. Gorovje poteka vzdolž atlantske obale, nato se dvigne vzhodno od Agadirja in se razteza severovzhodno v Alžirijo, preden izgine v Tunizijo.

### Podnebje
Marakeš ima vroče polsušno podnebje (Köppnova podnebna klasifikacija BSh) z dolgimi, vročimi suhimi poletji in kratkimi, blagimi do hladnimi zimami. Povprečne temperature se gibljejo od 12 °C pozimi do 26–30 °C poleti. Razmeroma vlažne zime in suhi poletni vzorec padavin v Marakešu odraža padavinske vzorce v sredozemskem podnebju. Vendar pa mesto prejme manj dežja, kot je običajno v sredozemskem podnebju, kar ima za posledico klasifikacijo polsušnega podnebja.
Med letoma 1961 in 1990 je mesto v povprečju padlo 281,3 milimetrov padavin letno. Barrows pravi o podnebju: »Regija Marakeša je po značaju pogosto opisana kot puščava, vendar za poznavalca jugozahodnih delov Združenih držav kraj ne kaže na puščavo, temveč na območje sezonskih padavin, kjer je vlaga se giblje pod zemljo, ne pa s površinskimi tokovi, in kjer nizko grmičevje prevzame mesto gozdov v bolj vodnatih regijah. Lokacija Marakeša na severni strani Atlasa na jugu, preprečuje, da bi ga opisali kot puščavsko mesto, in ostaja severno žarišče saharskih komunikacijskih linij, njegova zgodovina, tipi prebivalcev ter trgovina in umetnost pa so povezani z velikimi prostori južnega Atlasa, ki segajo dlje v puščavo Sahara.«

### Oskrba z vodo
Oskrba z vodo v Marakešu je delno odvisna od virov podzemne vode, ki so se v zadnjih 40 letih postopoma zmanjševali in v začetku leta 2000 dosegli akutno zmanjšanje. Od leta 2002 se je raven podzemne vode v povprečju znižala za 0,9 m na leto v 80 % Marakeša in njegove okolice. Najbolj prizadeto območje je doživelo padec za 37 m (več kot 2 m na leto).

## Gospodarstvo
Marakeš je najbolj obiskano turistično mesto v Maroku in 5. najbolj obiskano mesto v Afriki. Leta 2013 ga je obiskalo 2,1 milijona turistov.
Mestno gospodarstvo temelji predvsem na turizmu. K razvoju turizma je pripomogla tudi njegova uvrstitev na Unescov seznam kulturne dediščine leta 1985. Marakeš gosti različne nacionalne in mednarodne dogodke in ima veliko muzejev. Ima predvsem živilsko, tobačno in tekstilno industrijo, ki še raste. Marakeš je najpomembnejše trgovsko, industrijsko in upravno središče južnega Maroka. Poleg industrije je v mestu zastopana tudi mala umetnostna obrt. V okolici gojijo oljke, datlje in pomaranče.

## Znamenitosti in turistične zanimivosti
- Vrata Bab Agnau - mestna vrata
- Obzidje Marakeša
- Džema el-Fna – trg v središču mesta s turističnimi zanimivostmi: tržnica, krotilci kač, akrobati, klovni, glasbeniki ...
- Vrtovi Agdal – približno 3 kilometre širok Vrt Agdal z namakalnim sistemom.
- Vrtovi Majorelle – majhen botanični vrt iz leta 1920, ki ga je načrtoval francoski slikar Jacques Majorelle (1886–1962).
- Koubba (grobnica) Almoravidov s kupolo, edina nedotaknjena stavba iz obdobja Almoravidov, temelj maroške arhitekture.
- Mošeja Kutubija s skoraj  70 m visokim  minaretom. Graditi se je začela leta 1150. Minaret je bil dokončan pod sultanom Jakubom al-Mansurjem (1184–1199). Njene arhitekturne značilnosti so se kasneje razširile po vsem Maroku.
- Ben Jusufova medresa, starodavni študentski dom in del istoimenske mošeje.
- Mellah – judovska četrt.
- Palača El Bahia – dvorec, ki ga je zgradil veliki vezir Si Ahmed Ben Musa v 1890. letih.
- Palača El Badi, ki je zdaj v ruševinah. Njeno ime pomeni Neprimerljiva.
- Muzej Dar Si Said – muzej maroške umetnosti z zbirko berberskega nakita, lesenih izdelkov itd.
- Saadijske grobnice – ena glavnih mestnih znamenitosti. Najstarejše grobnice so iz leta 1557.

### Tržnice
Marakeš ima največjo tradicionalno tržnico ali suk v Maroku in podoba mesta je tesno povezana z njegovimi tržnicami. Zgodovinsko gledano so bile tržnice v Marakešu razdeljene na maloprodajna območja za določeno blago, kot so usnje, preproge, kovinski izdelki in keramika. Te delitve v grobem še vedno obstajajo, čeprav se znatno prekrivajo. Številni suki prodajajo predmete, kot so preproge in odeje, tradicionalna muslimanska oblačila, usnjene torbe in luči. Barantanje je še vedno zelo pomemben del trgovine na tržnicah.
Medina je znana tudi po ulični hrani. Mechoui Alley je še posebej znan po prodaji jedi iz počasi pečene jagnjetine. Ensemble Artisanal, ki je v bližini mošeje Kutubija, je vladni kompleks malih umetnosti in obrti, ki ponuja vrsto usnjenih izdelkov, tekstila in preprog. Mlade vajence učijo različnih obrti v delavnici na zadnji strani tega kompleksa.
- Trg  Djemaa El Fna
- Del mestnega obzidja
- Mošeja Kutubíja
- Dvorišče Ben Jusefove medrese
- Bazeni usnjarne
- Sodobni del mesta

### Mošeje
Mošeja Kutubija je ena največjih in najbolj znanih mošej v mestu, ki stoji jugozahodno od Džema el-Fna. Mošejo je leta 1147 ustanovil almohadski kalif Abd al-Mumin. Drugo različico mošeje je v celoti obnovil Abd al-Mumin okoli leta 1158, z Jakub al-Mansurjem, ki je morda dokončal gradnjo minareta okoli leta 1195. Ta druga mošeja je struktura, ki stoji danes. Velja za pomemben primer arhitekture Almohadov in arhitekture maroških mošej nasploh. Njen minaret, najvišji v mestu s 77 metri v višino, velja za pomembno znamenitost in simbol Marakeša. Verjetno je vplival na druge stavbe, kot sta Giralda v Sevilji in Hasanov stolp v Rabatu.
Mošeja Ben Jusef je poimenovana po almoravidskem sultanu Aliju ibn Jusufu, ki je prvotno mošejo zgradil v 12. stoletju, da bi služila kot glavna petkova mošeja v mestu. Potem ko je bila v obdobju Almohadov opuščena in je propadla, jo je v 1560-ih obnovil Abdalah al-Ghalib, nato pa ga je v začetku 19. stoletja popolnoma obnovil Mulaj Sliman. Poleg nje je Ben Jusufova medresa iz 16. stoletja. Zraven je tudi Almoravidska kuba, redek arhitekturni ostanek obdobja Almoravidov, ki je bil izkopan in obnovljen v 20. stoletju. To je kiosk s kupolo, ki prikazuje prefinjen slog in je pomemben pokazatelj umetnosti in arhitekture tega obdobja.
Mošeja Kazba gleda na Place Mulaj Jazid v okrožju Kazba v Marakešu, blizu palače El Badi. Zgradil jo je almohadski kalif Jakub al-Mansur v poznem 12. stoletju, da bi služila kot glavna mošeja kazbe (citadela), kjer so prebivali on in njegovi visoki uradniki. Za prestiž se je borila z mošejo Kutubija, dekoracija njenega minareta pa je močno vplivala na kasnejšo maroško arhitekturo. Mošejo je po uničujoči eksploziji v bližnji zalogi smodnika v drugi polovici 16. stoletja popravil saadijski sultan Mulaj Abdalah al-Ghalib. V tem obdobju so bile Saadijske grobnice zgrajene tik pred južnim obzidjem.
Med drugimi pomembnimi mošejami v mestu je mošeja Ben Salah iz 14. stoletja, ki stoji vzhodno od središča medine. Je eden edinih večjih spomenikov iz obdobja Marinidov v mestu. Moasinovo mošejo (znano tudi kot mošeja Al Ašraf) je zgradil saadijski sultan Abdalah al-Ghalib med letoma 1562–63 in 1572–73. Bila je del večjega arhitekturnega kompleksa, ki je vključeval knjižnico, hamam (javno kopališče) in medreso (šolo). Kompleks je vključeval tudi velik okrašen ulični vodnjak, znan kot Mouassine Fountain, ki obstaja še danes. Mošeja Bab Dukala, zgrajena približno ob istem času bolj zahodno, ima podobno postavitev in slog kot mošeja Muasine. Zdi se, da sta bili mošeji prvotno zasnovani za zasidranje razvoja novih sosesk po preselitvi judovskega okrožja s tega območja v novo melo v bližini Kazbe.

### Mellah
Mellah v Marakešu je stara judovska četrt (Mellah) mesta in je v predelu Kazba v mestni medini, vzhodno od Place des Ferblantiers. Leta 1558 so ga ustanovili Saadijci na mestu, kjer so bili sultanovi hlevi. Takrat je judovsko skupnost sestavljal velik del mestnih krojačev, kovinarjev, bankirjev, draguljarjev in trgovcev s sladkorjem. V 16. stoletju je imel Mellah lastne fontane, vrtove, sinagoge in tržnice. Do prihoda Francozov leta 1912 Judje niso mogli imeti lastnine zunaj Mellaha; vsa rast je bila posledično zadržana v mejah soseske, kar je povzročilo ozke ulice, majhne trgovine in višje stanovanjske stavbe. Mellah, ki je danes preoblikovana v pretežno stanovanjsko območje, preimenovano v Hay Essalam, trenutno zavzema območje, manjše od svojih zgodovinskih meja in ima skoraj povsem muslimansko prebivalstvo. Sinagoga Slat al-Azama (ali sinagoga Lazama), zgrajena okoli osrednjega dvorišča, je v Mellahu. Tukajšnje judovsko pokopališče je največje te vrste v Maroku. Pokopališče, za katerega so značilne pobeljene grobnice in peščeni grobovi, je znotraj medine na zemljišču, ki meji na Mellah. Po podatkih Svetovnega judovskega kongresa je v Marakešu ostalo le še 250 maroških Judov.

### Muzeji
Marakeški muzej, ki se nahaja v palači Dar Menebhi v starem mestnem jedru, je v začetku 20. stoletja zgradil Mehdi Menebhi. Palačo je skrbno obnovila fundacija Omar Benjelloun in jo leta 1997 spremenila v muzej. Muzej ima eksponate moderne in tradicionalne maroške umetnosti skupaj z odličnimi primerki zgodovinskih knjig, kovancev in keramike maroških Arabcev, Berberov in Judov.
Muzej Dar Si Said je severno od palače Bahia. Bila je vila Si Saida, brata velikega vezirja Ba Ahmada, in je bila zgrajena v istem obdobju kot Ahmadova lastna palača Bahia. V 1930-ih, v obdobju francoskega protektorata, so ga preuredili v muzej maroške umetnosti in lesarstva. Po nedavni prenovi je bil muzej leta 2018 ponovno odprt kot Narodni muzej tkalstva in preprog.
Nekdanji dom in vila Jacquesa Majorelle, modra stavba znotraj vrtov Majorelle, je bila leta 2011 spremenjena v Berberski muzej (Musée Pierre Bergé des Arts Berbères), potem ko je prej služil kot muzej islamske umetnosti. Razstavlja različne predmete amaziške (berberske) kulture iz različnih regij Maroka.
Hiša fotografije v Marakešu, ki sta jo leta 2009 odprla Patrick Menac'h in Hamid Mergani, hrani razstave vintage maroške fotografije iz 1870-ih do 1950-ih. Muzej Mouassine istih lastnikov sestavlja zgodovinska hiša iz 16.–17. stoletja v soseski Mouassine, ki je bila odprta kot muzej in kulturno prizorišče.
Drugje v medini Dar El Bacha gosti Musée des Confluences, ki so ga odprli leta 2017. Muzej ima začasne eksponate, ki poudarjajo različne vidike maroške kulture, kot tudi različne umetniške predmete iz različnih kultur po vsem svetu. Obstajajo tudi različni drugi majhni in pogosto v zasebni lasti muzeji, kot sta Musée Boucharouite in Muzej parfumov (Musée du Parfum). Dar Bellarj, umetniški center, ki je v nekdanjem dvorcu poleg mošeje Ben Jusufa, prav tako občasno gosti umetniške razstave. Muzej Tiskivin je v drugem obnovljenem dvorcu v medini in predstavlja zbirko artefaktov iz nekdanjih čezsaharskih trgovskih poti. Številne umetniške galerije in muzeji so tudi zunaj medine, v Guelizu in okoliških okrožjih v novem mestu.

## Opomba
1. ↑  Haut Commissariat au Plan

## Vir
- Mark Ellingham, Don Grishbrook, Shaun McVeigh. Maroko: Turistický průvodce Rough Guides. Brno. Nakladatelství JOTA, s.r.o. 2001. ISBN 80-7217-046-5.